# Melz
Melz är en kommun och ort i distriktet Mecklenburgische Seenplatte i förbundslandet Mecklenburg-Vorpommern, Tyskland.
Kommunen ingår i kommunalförbundet Amt Röbel-Müritz tillsammans med kommunerna Altenhof, Bollewick, Buchholz, Bütow, Eldetal, Fincken, Gotthun, Groß Kelle, Kieve, Lärz, Leizen, Priborn, Rechlin, Röbel/Müritz, Schwarz, Sietow, Stuer och Südmüritz.

## Kommunikationer
Genom kommunen går förbundsvägen (tyska:Bundesstraße) B 198, som förbinder Plau am See och Neustrelitz.